# Горлово (Бежецький район)
Горлово (рос. Горлово) — присілок в Бежецькому районі Тверської області Російської Федерації.
Населення становить 29 осіб. Входить до складу муніципального утворення Зобинське сільське поселення.

## Історія
Від 2005 року входить до складу муніципального утворення Зобинське сільське поселення.

## Населення
| 2008 | 2010 |
| ---- | ---- |
| 24   | ↗29  |